# Hans Klein (Politiker, 1904)
Hans »Knud« Klein (* 5. Mai 1904 in Hamburg-Billstedt; † 29. August 1970 in Ost-Berlin) war ein deutscher kommunistischer Politiker und als General stellvertretender Chef der Volkspolizei (DVP) der DDR.

## Leben
Der Sohn eines Büroangestellten und einer Landarbeiterin erlernte nach dem Besuch der Volksschule den Beruf  eines Bäckers. 1923 wurde er Mitglied der KPD, war mehrmals in politischer Haft und wurde 1934 wegen „Vorbereitung zum Hochverrat“ zu zweieinhalb Jahren Zuchthaus verurteilt. 1937 emigrierte er nach Dänemark, wo er seine Frau kennenlernte und 1943 nach Schweden. 
Im Dezember 1945 kehrte er nach Deutschland zurück, arbeitete in der Sowjetischen Besatzungszone als Instrukteur bzw. 1. Sekretär der SED-Kreisleitung von Waren (Müritz), ab 1948 in Wismar. Er rückte am 25. November 1947 für Hermann Witteborn als Abgeordneter in den Landtag von Mecklenburg nach und war von Januar bis August 1950 Kaderleiter in der SED-Landesleitung. Er ging dann nach Berlin, trat in die DVP ein, wurde im Oktober 1950 als Nachfolger von Heinz Hoffmann stellvertretender Chef der DVP und Leiter der Hauptabteilung Polit-Kultur im Rang eines Generalinspekteurs. Nach einem Konflikt mit dem DVP-Chef Karl Maron und kurz nach einer Krankheit im Dezember 1950 wurde ihm im Zuge einer Überprüfung der „Westemigranten“ durch die Zentrale Parteikontrollkommission der SED diese Funktion wieder entzogen. Er besuchte dann die Parteihochschule, wurde 1953 Parteiorganisator des ZK der SED im Transformatorenwerk in Berlin-Oberschöneweide und im August 1953 in die SED-Bezirksleitung Berlin kooptiert. Im Jahr 1959 wurde er Instrukteur in der Internationalen Abteilung des ZK der SED und schied 1961 aus gesundheitlichen Gründen aus dem Berufsleben aus. Klein war Träger der Verdienstmedaille der DDR sowie der Medaille „Kämpfer gegen den Faschismus“ und lebte zuletzt als Rentner in Berlin-Friedrichshain.